# Eusterinx trichops
Eusterinx trichops là một loài tò vò trong họ Ichneumonidae.